# Pejaten (Cibuaya)
Pejaten is een bestuurslaag in het regentschap Karawang van de provincie West-Java, Indonesië. Pejaten telt 5989 inwoners (volkstelling 2010).